# Świetlik (rzeźba w Bytomiu)
Świetlik – rzeźba plenerowa w Bytomiu, znajdująca się na ulicy Dworcowej w Śródmieściu, autorstwa Bogumiła Burzyńskiego, odsłonięta 25 września 2004 roku.

## Historia i opis
Rzeźbę „Świetlika” planowano zainstalować z okazji jubileuszu 750-lecia Bytomia w 2004 roku. Planowano też wzniesienie pomnika upamiętniającego mieszkańców, którzy zginęli po wkroczeniu Armii Czerwonej do miasta. Ostatecznie dwie rzeźby ufundowali właściciele galerii Plejada Bytom. Jedna stanęła na ulicy Dworcowej, druga w galerii. Statuę autorstwa Bogumiła Burzyńskiego (odlew Karol Badyna) odsłonięto 25 września 2004 roku. Posąg wykonano w brązie, ma wysokość 180 cm, waży około 300 kilogramów. Koszt instalacji wyniósł około 40 tys. zł.
Dzieło Burzyńskiego przedstawia legendarnego bytomskiego „dobrego ducha”, który miał bezpiecznie odprowadzić do domu miechowiczankę z córeczką, które same nocą wracały z wesela na wsi. Duch miał mieć na sobie czarny surdut, na głowie cylinder, a elementem wskazującym kobietom drogę był żar grubego cygara. Legendarne wydarzenie opisane zostało przez Bernarda Szczecha w książce Srebrne miasto, czyli bytomskie legendy i podania. Potarcie cygara ma przynosić szczęście. Od 28 października 2013 roku rzeźba jest własnością miasta.

## Galeria

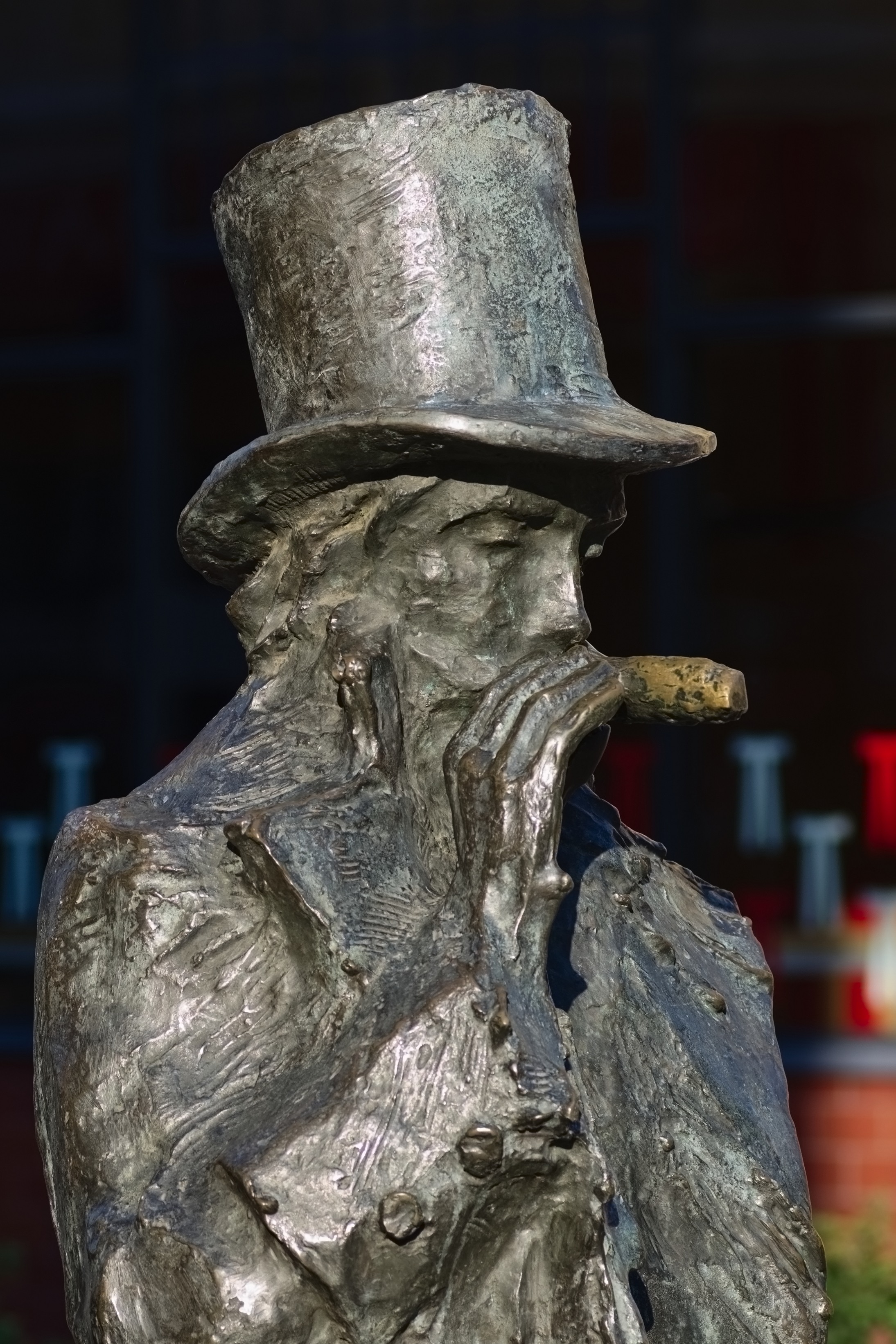
Głowa z boku (2024)
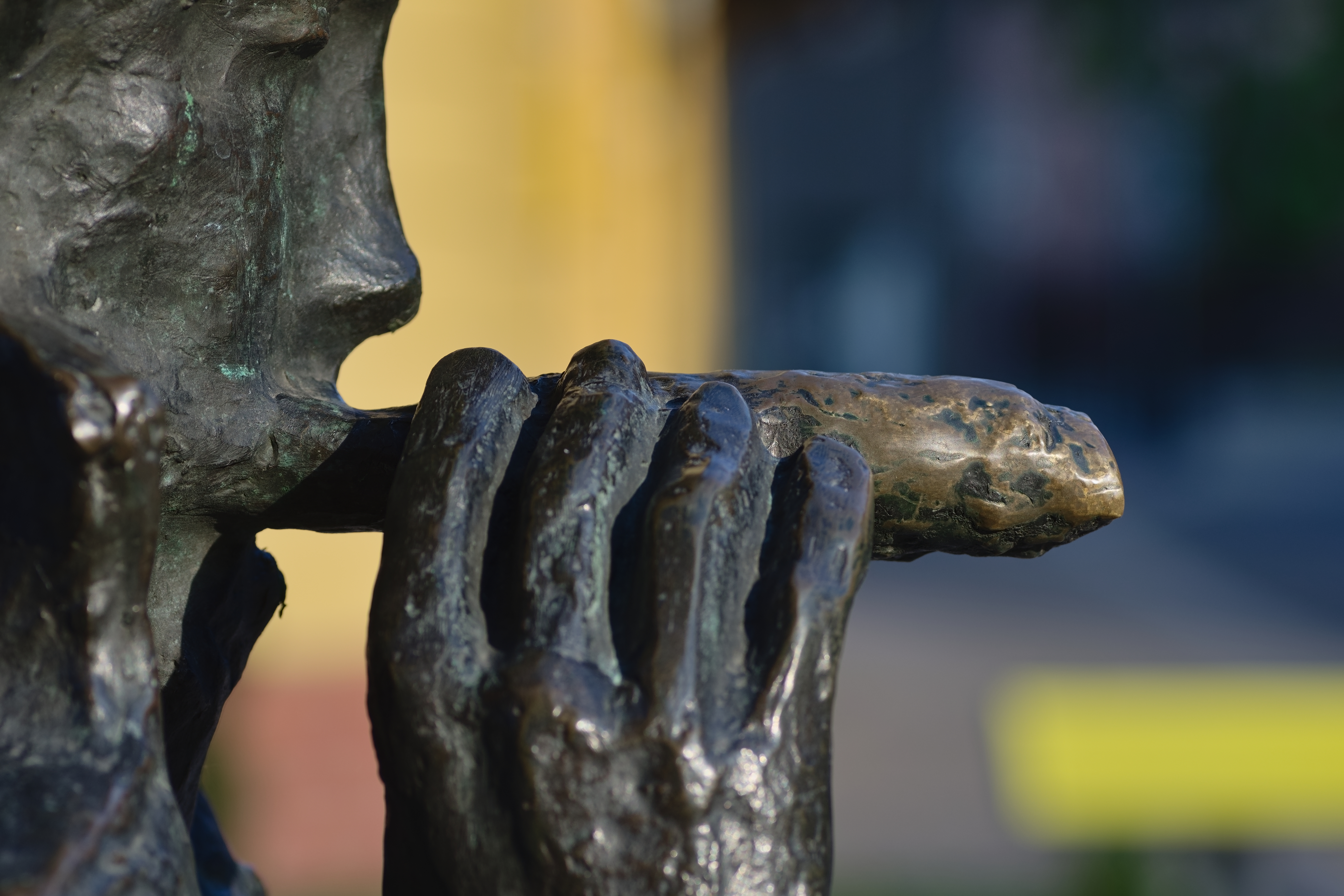
Cygaro (2024)
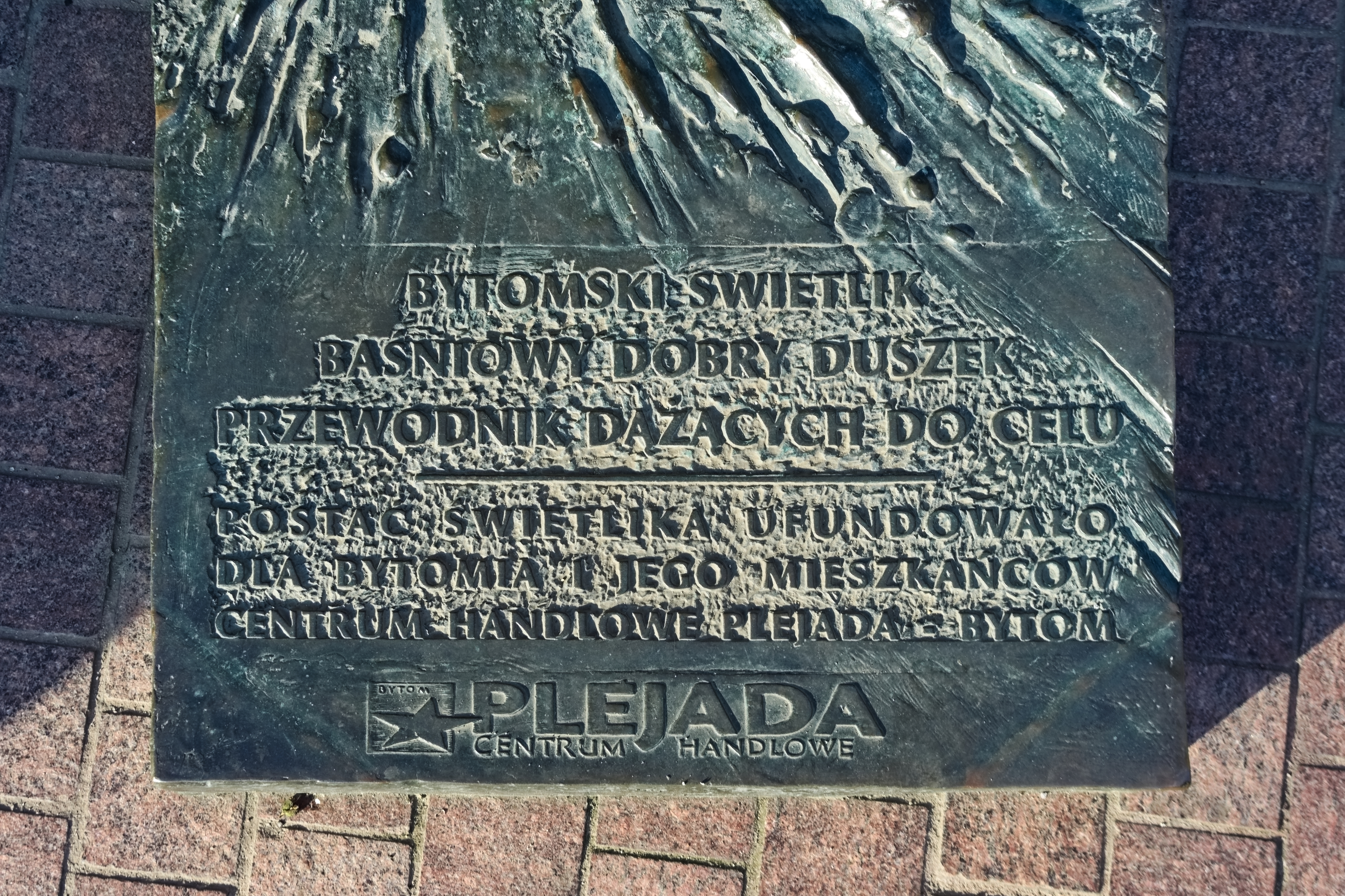
Inskrypcja u podstawy